# Ясная Поляна (Липецкая область)
Я́сная Поля́на — деревня Частодубравского сельсовета Липецкого района Липецкой области.
Расположена в 1 км к югу от Елецкого шоссе.
Возникла в 1920-х годах. В 1932 году здесь жили 375 человек .
Название, вероятно, дано по хорошему расположению на солнечной поляне.

## Население
| 2010 | 2012 |
| ---- | ---- |
| 100  | ↗125 |